# Paul J. LaCamera
Paul Joseph LaCamera (né le 4 septembre 1963) est un général quatre étoiles et officier d'infanterie de l'armée de terre des États-Unis (US Army) qui occupe le poste de commandant du Commandement des Nations Unies, du ROK/US Combined Forces Command et des United States Forces Korea depuis le 2 juillet 2021.
LaCamera a récemment occupé le poste de général commandant de l'United States Army Pacific du 18 novembre 2019 au 3 juin 2021. Il a précédemment occupé le poste de général commandant du XVIII Airborne Corps. Il a également été commandant de la Force opérationnelle interarmées combinée - Opération Inherent Resolve et général commandant de la 4e division d'infanterie.
LaCamera est originaire de Westwood, dans le Massachusetts. Il a été proposé pour remplacer le général Robert B. Abrams en tant que prochain commandant du Commandement des Nations unies, du R.O.K.-U.S. Combined Forces Command et des U.S. Forces Korea, le 2 décembre 2020,, mais sa nomination a été renvoyée au président le 3 janvier 2021, sans suite. Il a été à nouveau proposé le 27 avril 2021.

## Biographie

### Carrière militaire

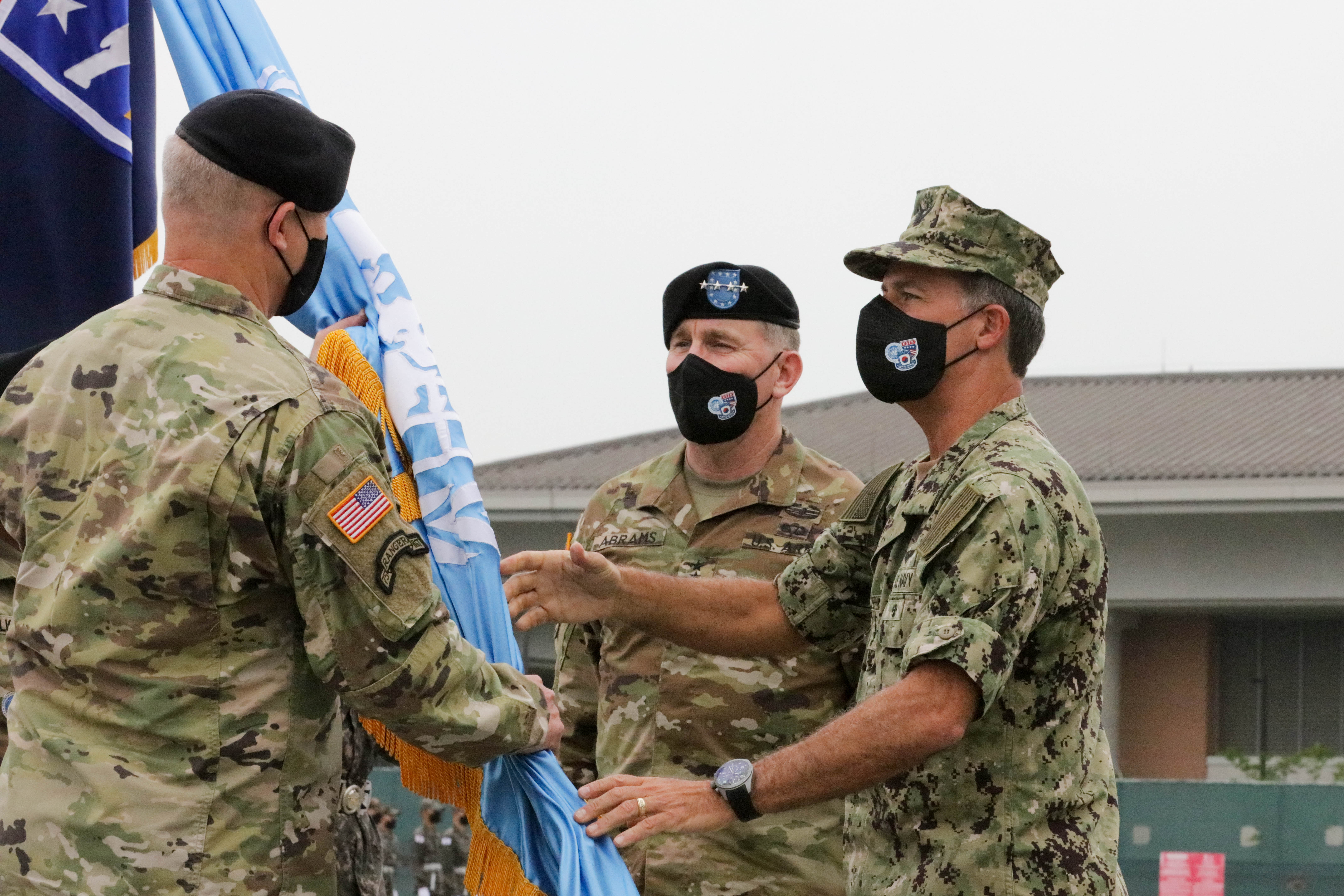
Le général Paul J. LaCamera reçoit les couleurs du Commandement des Nations Unies des mains de l'amiral John C. Aquilino, commandant du Commandement indo-pacifique des États-Unis, lors de la cérémonie de passation de commandement du Commandement des Nations Unies, du Commandement des forces combinées et des Forces américaines en Corée, le 2 juillet 2021 à Barker Field.

LaCamera a été nommé sous-lieutenant (second lieutenant) à sa sortie de l'Académie militaire des États-Unis à West Point dans l'état de New York en 1985 et a servi en tant que chef de section de fusiliers au sein de la compagnie C, 3e bataillon (aéroporté), 504e régiment d'infanterie, 82e division aéroportée. Plus tard, il a été commandant de compagnie, 4e bataillon d'entraînement des Rangers, brigade d'entraînement des Rangers, officier des opérations, 1er bataillon, 506e régiment d'infanterie, 2e division d'infanterie et officier exécutif, 1er bataillon, 75e régiment de Rangers.
De février 2001 à mai 2003, il a commandé le 1er bataillon du 87e régiment d'infanterie de la 10e division de montagne (légère), qui a été déployé en Afghanistan dans le cadre de l'opération Anaconda.
Il a ensuite pris le commandement du 3e bataillon du 75e régiment de Rangers à Fort Benning, en Géorgie, de juin 2003 à mai 2004.
En juin 2005, il est diplômé du College of Naval Warfare, Naval War College situé à Newport, dans le Rhode Island, avant de prendre le commandement du 75e régiment de Rangers d'août 2005 à août 2007. Après ce commandement, il est devenu directeur des opérations du Commandement des opérations spéciales conjointes de 2007 à 2009. En 2009, il est devenu commandant général adjoint du Commandement des opérations spéciales conjointes.
De 2010 à 2012, LaCamera est commandant général adjoint (opérations) de la 25e division d'infanterie, puis commandant général du 18e corps aéroporté et commandant de la Combined Joint Task Force-Opération Inherent Resolve.

### La famille
La sœur de LaCamera, Trese, est un lieutenant-colonel de l'US Army à la retraite, épouse du major général (général de division) Jeffrey L. Bannister,.

### Formation et éducation
LaCamera est titulaire d'une Bachelor of Science (licence en sciences) de l'Académie militaire des États-Unis et d'un master en sécurité nationale et études stratégiques de l'United States Army War College (école de guerre de l'US Army). Sa formation militaire comprend les cours de base (Basic Officer Leaders Course) et avancés pour les officiers d'infanterie, le Collège de commandement et d'état-major général de l'US Army (Army Command and General Staff College), le Collège de guerre de l'US Army (Army War College), le Collège de guerre naval (Naval War College) et le Senior Service College Fellowship Course.

## Récompenses et décorations
| Combat Infantryman Badge avec étoile (indiquant la 2e récompense)    |
| Expert Infantryman Badge                                             |
| Ranger tab                                                           |
| Master Combat Parachutist Badge avec une jump star en bronze         |
| Badge Pathfinder                                                     |
| Badge United Nations Command                                         |
| Parachutist Badge thailandais                                        |
| 75th Ranger Regiment (Insigne d'identification du service de combat) |
| 75th Ranger Regiment (Insignes distinctifs d'unité)                  |
| 18 Overseas Service Bars                                             |

| Defense Distinguished Service Medal                                                 |
| Army Distinguished Service Medal avec 3 feuilles de chênes en bronze                |
| Silver Star                                                                         |
| Defense Superior Service Medal avec trois feuilles de chêne                         |
| Legion of Merit avec feuilles de chêne                                              |
| Bronze Star Medal avec une feuille de chêne argentée                                |
| Meritorious Service Medal avec une feuille de chêne argentée                        |
| Joint Service Commendation Medal                                                    |
| Army Commendation Medal avec quatre feuilles de chêne                               |
| Army Achievement Medal avec feuilles de chêne                                       |
| Joint Meritorious Unit Award avec deux feuilles de chêne                            |
| Valorous Unit Award                                                                 |
| Meritorious Unit Commendation avec feuille de chêne                                 |
| National Defense Service Medal avec une service star en bronze                      |
| Armed Forces Expeditionary Medal avec Arrowhead device et service star              |
| Afghanistan Campaign Medal avec cinq étoiles de campagne                            |
| Iraq Campaign Medal avec cinq étoiles de campagne                                   |
| Inherent Resolve Campaign Medal avec deux étoiles de campagne                       |
| Global War on Terrorism Expeditionary Medal avec Arrowhead device                   |
| Global War on Terrorism Service Medal                                               |
| Korea Defense Service Medal                                                         |
| Humanitarian Service Medal                                                          |
| Army Service Ribbon                                                                 |
| Overseas_Service_Ribbon#Army_Overseas_Service_Ribbon avec award numeral 7 en bronze |
| Médaille de l'OTAN pour le service auprès de ISAF                                   |

## Source
- (en) Cet article est partiellement ou en totalité issu de l’article de Wikipédia en anglais intitulé « Paul LaCamera » (voir la liste des auteurs).